# Ted Burgin
Edward Burgin, noto come Ted Burgin (Bradfield, 29 aprile 1927 – 26 marzo 2019), è stato un calciatore inglese, di ruolo portiere.

## Carriera

### Club
Ha sempre giocato nel campionato inglese.

### Nazionale
Convocato per il campionato del mondo del 1954, non è mai sceso in campo con la nazionale.